# Cacerolazo

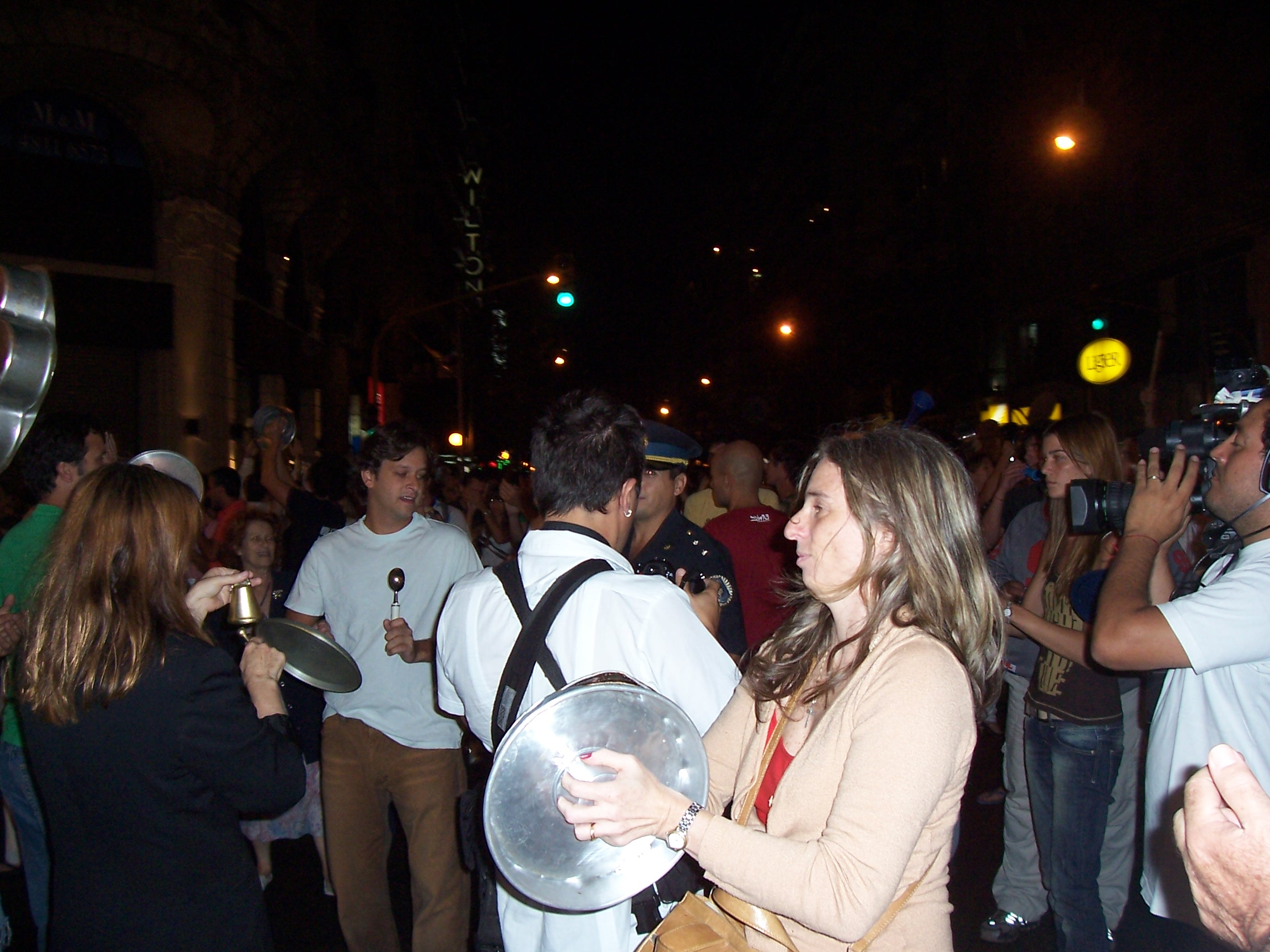
„Cacerolazo“ in Argentinien

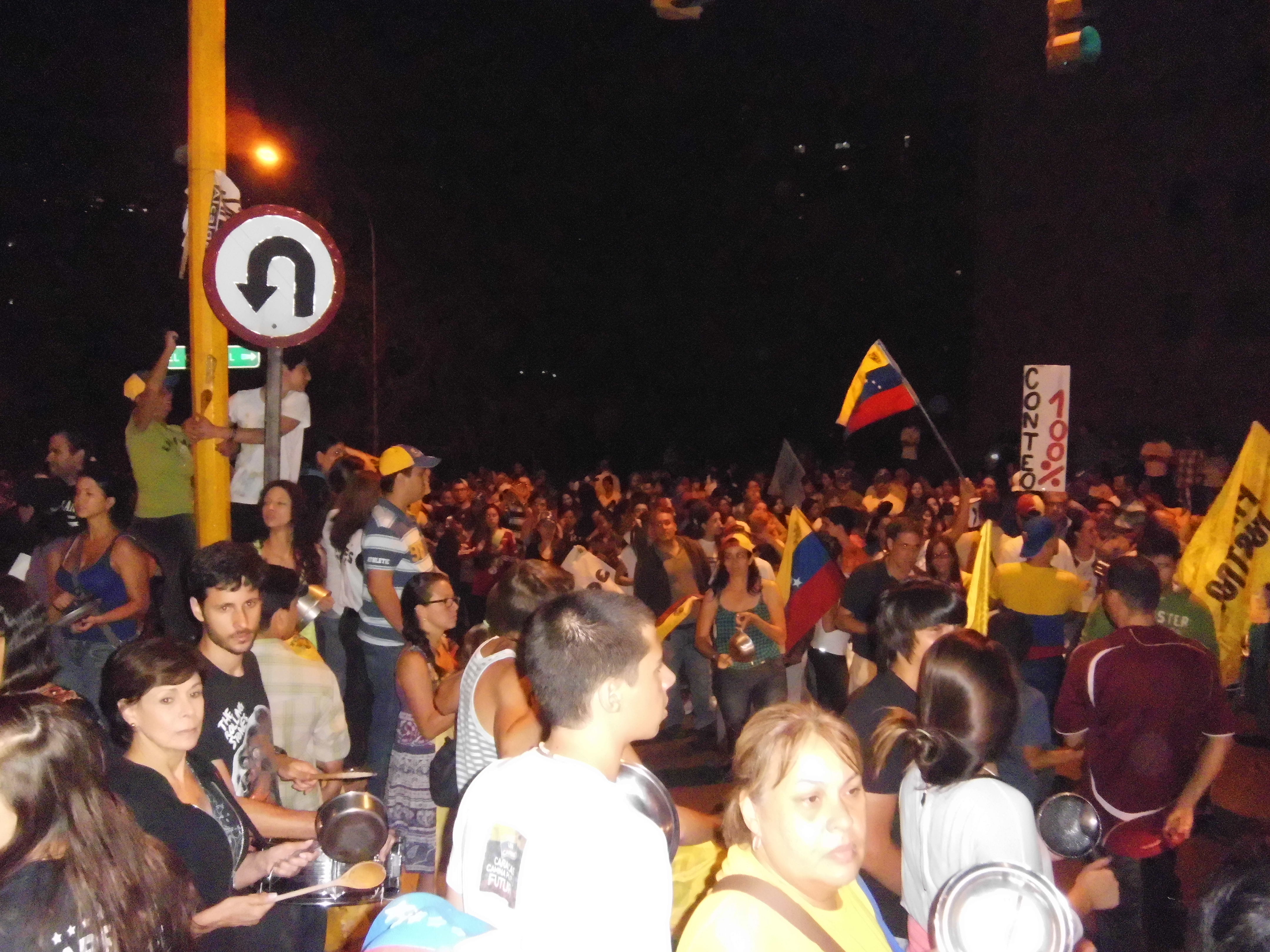
Cacerolazo gegen Nicolas Maduro in Caracas am 15. April 2013

Mit dem Begriff Cacerolazo bezeichnet man in Venezuela, Chile, Argentinien und Katalonien eine lautstarke Form des Protests, dessen sich vor allem die Mittelschicht bedient. Internationale Aufmerksamkeit wurde dieser Form der Demonstration auch während der Wirtschaftskrise in Argentinien von 2001 zuteil. Der Name kommt von Cacerola (spanisch Topf), da ein wesentliches Merkmal dieser Demonstrationen die Erzeugung von Lärm, auf von den Demonstranten mitgebrachten Töpfen und Pfannen, ist. Diese soll oft auch ausdrücken, dass „die Töpfe leer“ seien, d. h., es nichts mehr zu essen gebe. Die Protestform ist auf den Unmut der chilenischen Frauen der Mittelschicht zu Allendes Regierungszeiten zurückzuführen, in dem sie gegen die Lebensmittelknappheit und entsprechende Rationierung unter seiner sozialistischen Regierung protestierten.
Aber auch gegen die darauffolgende Diktatur Pinochets in Chile in den 80er Jahren äußerte sich diese Form der Massenproteste, die auch bei den massiven Studentenprotesten 2011 Anwendung fand.
Obwohl diese Form des Protests meist auf der Straße ausgeübt wird, ist es nicht unbedingt notwendig, auf die Straße zu gehen. Sie eignet sich daher besonders, um Personen für den Protest zu mobilisieren, die nie an einer klassischen Demonstration teilnähmen. Gerade in der Endphase des argentinischen Präsidenten Fernando de la Rúa nach der Einfrierung aller Bankguthaben gab es mehrere Cacerolazos und so genannten Apagones (bewusstes, massenhaftes Ausschalten aller heimischen Lichtquellen zu einer bestimmten nächtlichen Uhrzeit), an denen weite Teile der Mittelschicht teilnahmen.
Der größte und bekannteste Cacerolazo fand am 19. und 20. Dezember 2001 auf der Plaza de Mayo von Buenos Aires statt und führte zum Rücktritt des damaligen Staatspräsidenten Fernando de la Rúa. Damit war der Höhepunkt der Wirtschaftskrise erreicht, es folgte eine Epoche der Instabilität, in der innerhalb von nur 13 Tagen fünf Personen das Präsidentenamt Argentiniens bekleiden sollten: Fernando de la Rúa, Ramón Puerta, Adolfo Rodríguez Saá, Eduardo Camaño und Eduardo Duhalde.
Im Laufe des Jahres 2002 wurde der Begriff in Venezuela übernommen, in dem die Mittelklasse ebenfalls mit Töpfen gegen die Politik des Präsidenten Hugo Chávez demonstrierte.
In Katalonien kommt es seit Sommer 2017 im Zuge der Unabhängigkeitsbestrebung der Region ebenfalls zu Protestaktionen dieser Art. Dies gilt insbesondere im Kontext des Referendums vom 1. Oktober 2017, wobei Befürworter einer Abspaltung ihren Unmut über Verhaltensweisen und Entscheidungen der spanischen Regierung und auch des spanischen Königs äußern.